# Liste der grönländischen Umweltminister
Die Liste der grönländischen Umweltminister listet alle grönländischen Umweltminister.
Einen Umweltminister gab es erstmals explizit 1991.
| Antritt            | Abgang             | Minister                                     | Leben         | Partei                    | Regierung                     | evtl. übergeordnetes Ministerium |
| ------------------ | ------------------ | -------------------------------------------- | ------------- | ------------------------- | ----------------------------- | -------------------------------- |
| 17. März 1991      | 4. April 1995      | Ove Rosing Olsen                             | * 1950        | Siumut                    | Johansen I                    |                                  |
| 4. April 1995      | 21. Februar 1999   | Marianne Jensen                              | * 1949        | Siumut                    | Johansen II, Motzfeldt VI     |                                  |
| 21. Februar 1999   | 7. Dezember 2001   | Alfred Jakobsen                              | 1958–2021     | Inuit Ataqatigiit         | Motzfeldt VII                 |                                  |
| 7. Dezember 2001   | 14. Dezember 2002  | Edvard Geisler                               | * 1957        | Atassut                   | Motzfeldt VIII                |                                  |
| 14. Dezember 2002  | 20. Januar 2003    | Johan Lund Olsen                             | * 1958        | Inuit Ataqatigiit         | Enoksen I                     |                                  |
| 20. Januar 2003    | 15. Dezember 2003  | Mikael Petersen                              | * 1956        | Siumut                    | Enoksen II, III               |                                  |
| 15. Dezember 2003  | 19. Januar 2004    | Hans Enoksen (interim)                       | * 1956        | Siumut                    | Enoksen III                   |                                  |
| 19. Januar 2004    | 26. Juni 2005      | Jens Napaattooq                              | * 1966        | Siumut                    | Enoksen III                   |                                  |
| 26. Juni 2005      | 1. Dezember 2005   | Hans Enoksen (interim)                       | * 1956        | Siumut                    | Enoksen III                   |                                  |
| 1. Dezember 2005   | 15. November 2006  | Asii Chemnitz Narup                          | * 1954        | Inuit Ataqatigiit         | Enoksen IV                    |                                  |
| 15. November 2006  | 1. Mai 2007        | Agathe Fontain                               | * 1951        | Inuit Ataqatigiit         | Enoksen IV                    |                                  |
| 1. Mai 2007        | 7. November 2008   | Arĸalo Abelsen                               | * 1946        | Atassut                   | Enoksen V                     |                                  |
| 7. November 2008   | 12. Juni 2009      | Naja Petersen                                | * 1968        | Atassut                   | Enoksen V                     |                                  |
| 12. Juni 2009      | 11. März 2011      | Kuupik Kleist                                | * 1958        | Inuit Ataqatigiit         | Kleist                        | Regierungschef                   |
| 11. März 2011      | 5. April 2013      | Jens B. Frederiksen                          | * 1967        | Demokraatit               | Kleist                        |                                  |
| 5. April 2013      | 5. November 2013   | Miiti Lynge                                  | * 19??        | Partii Inuit              | Hammond I                     |                                  |
| 5. November 2013   | 12. Dezember 2014  | Kim Kielsen                                  | * 1966        | Siumut                    | Hammond II, Kielsen (interim) |                                  |
| 12. Dezember 2014  | 27. Oktober 2016   | Mala Høy Kúko                                | * 1969        | Atassut                   | Kielsen I                     |                                  |
| 27. Oktober 2016   | 24. April 2017     | Suka K. Frederiksen                          | 1965–2020     | Siumut                    | Kielsen II                    |                                  |
| 24. April 2017     | 5. Oktober 2018    | Kim Kielsen                                  | * 1966        | Siumut                    | Kielsen II, III               |                                  |
| 5. Oktober 2018    | 5. November 2018   | Siverth K. Heilmann                          | * 1953        | Atassut                   | Kielsen IV                    |                                  |
| 5. November 2018   | 1. März 2018       | Erik Jensen (interim)                        | * 1975        | Siumut                    | Kielsen IV                    |                                  |
| 1. März 2018       | 9. April 2019      | Siverth K. Heilmann                          | * 1953        | Atassut                   | Kielsen IV                    |                                  |
| 9. April 2019      | 29. Mai 2020       | Kim Kielsen                                  | * 1966        | Siumut                    | Kielsen V                     |                                  |
| 29. Mai 2020       | 23. April 2021     | Jess Svane                                   | * 1959        | Siumut                    | Kielsen VI                    |                                  |
| 23. April 2021     | 27. September 2021 | Pele Broberg (Klima) Kalistat Lund (Umwelt)  | * 1972 * 1959 | Naleraq Inuit Ataqatigiit | Egede I                       |                                  |
| 27. September 2021 | 5. April 2022      | Múte B. Egede (Klima) Kalistat Lund (Umwelt) | * 1987 * 1959 | Inuit Ataqatigiit         | Egede I                       |                                  |
| 5. April 2022      | amtierend          | Kalistat Lund                                | * 1959        | Inuit Ataqatigiit         | Egede II                      |                                  |